# ساوت کافیویل (اکلاهما)
ساوت کافیویل(به انگلیسی: South Coffeyville) شهری در ایالت اکلاهما کشور ایالات متحده آمریکا است که جمعیت آن در سرشماری سال ۲۰۱۰ میلادی، ۷۸۵ نفر بوده‌است.